# The Question
The Question — второй студийный альбом американской пост-хардкор группы Emery, выпущенный лейблом Tooth & Nail Records 2 августа 2005 года.

## Об альбоме
Название альбома связано с напечатанной на задней стороне диска фразой Where were you when I was… («Где ты был(а), когда я…»), которая заканчивается названиями песен. Например, Where were you when I was so cold I could see my breath? — «Где ты был(а), когда я так замёрз, что мог видеть своё дыхание?»; Where were you when I was listening to Freddy Mercury? — «Где ты был(а), когда я слушал Фредди Меркьюри?», и так далее.
В поддержку альбома был отснят официальный клип на песню Studying Politycs, а также создан отдельный веб-сайт.

## Подарочное издание альбома
The Question Deluxe Edition — подарочное издание альбома, выпущенное 21 ноября 2006 года (вместо переиздания обычной версии). Помимо основного треклиста включает пять акустических версий ранее издававшихся песен, два новых демо и бонусный DVD. DVD включает в себя Emery — A Film (Фильм о группе), Live Songs (концертная часть диска) и Bonus Footage (Дополнительные видеоматериалы).

## Список композиций

### Основной
Where were you when I was…
1. So Cold I Could See My Breath — 3:31
2. Playing with Fire — 3:51
3. Returning the Smile You Have Had from the Start — 3:04
4. Studying Politics — 3:30
5. Left with Alibis and Lying Eyes — 3:22
6. Listening to Freddie Mercury — 2:42
7. The Weakest — 4:04
8. Miss Behavin' — 3:17
9. In Between 4th and 2nd Street — 0:32
10. The Terrible Secret — 3:28
11. In a Lose, Lose Situation — 3:56
12. In a Win, Win Situation — 5:29

### Бонус-треки делюкс-издания
1. Playing With Fire (Acoustic) — 4:18
2. The Ponytail Parades (Acoustic) — 4:21
3. Walls (Acoustic) — 3:55
4. Fractions (Acoustic) — 4:46
5. Studying Politics (Acoustic) — 3:37
6. Death To Inconvenience (Demo version) — 3:50
7. Thoughtlife (Demo version) — 4:00

## Дополнительная информация
- После окончания песни In a Win, Win Situation имеется короткий скрытый трек.
- Демо-песня Death to Inconvinience позднее была доработана, перезаписана и включена в основной треклист следующего альбома Emery I'm Only a Man.
- Демо-песня Thoughtlife также была доработана и включена в последующий EP группы While Broken Hearts Prevail (в двух версиях).

## Участники записи
Emery на момент записи альбома:
- Тоби Моррелл — вокал, гитара
- Дэвин Шелтон — вокал, гитара
- Мэтт Картер — гитара
- Джоэл «Чоппер» Грин — бас-гитара
- Джош Хэд — вокал, клавишные
- Дэйв Пауэлл — ударные, перкуссия

- Спродюсировано и записано Аароном Спринклом на студии Compound Recording (Сиэтл)
- Смикшировано ДжейЭр МакНили на студии Compound Recording (Сиэтл)
  - Кроме Studying Polytics и The Terrible Secret — смикшированы Рэнди Стобом[англ.] на The Warehouse Studio[англ.] в Ванкувере в провинции Британская Колумбия
- Мастеринг Троя Глессмана на Spectre Studios, инженер-ассистент Аарон Липински
- Инженер ударных — Аарон Мласко
- Дополнительные клавишные и программирование — Аарон Спринкл
- Дополнительный вокал — Мелани Стадли
- Исполнительный продюсер — Брэндон Эбел
- A&R — Джонатан Данн
- Первые рецензии — Дэйв Тейлор и Ларри Мэйзер для ESU Management
- Арт-дирекция — Invisible Creature и Emery
- Дизайн — Райан Кларк для Invisible Creature
- Фотографии — Джерад Хадсон.

### В подарочном издании
Песни 13—19 спродюсированы Мэттом Картером и смикшированы Заком Ходжесом, за исключением Fractions (Acoustic) — микширование Дэвида Бандеша и Walls (Acoustic) — микширование Ти-роя для Specter Studios.